# ان‌جی‌سی ۱۷۹۲
ان‌جی‌سی ۱۷۹۲ (انگلیسی: NGC 1792) نام یک کهکشان مارپیچی در صورت فلکی کبوتر است.